# Puente Viejo (Valmaseda)
El puente de la Muza o puente Viejo de Valmaseda cruza el río Cadagua a su paso por la localidad de Valmaseda (Vizcaya, País Vasco, España).
En 1984 fue declarado Monumento Histórico-Artístico, por lo que es Bien de Interés Cultural con categoría de Monumento.

## Historia

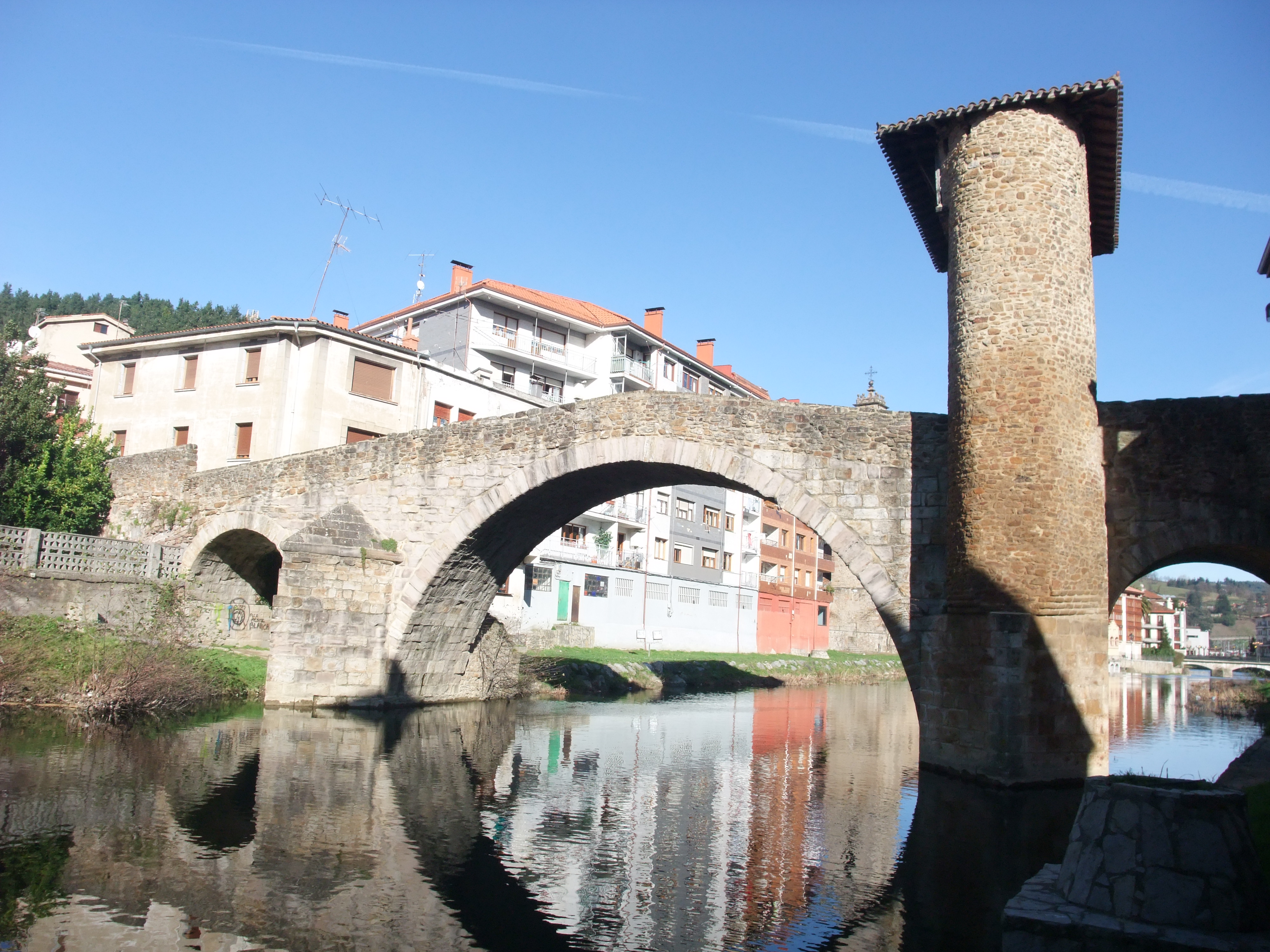
Vista desde aguas arriba

El puente Viejo de Valmaseda une las dos riberas del río Cadagua, conectando los barrios de El Cristo y de San Lorenzo. En este lugar se ubicó una pequeña aljama judía hasta 1492. Como puente urbano, sus funciones eran permitir el cruce del río y cobrar el derecho de pontazgo.
Se trata de un  puente fortificado con torrejones, un tipo muy frecuente en la España medieval, visible en los puentes de  Besalú,  Frías o  Toledo. Los romanos usaban las torres de los puentes como pequeños templos, donde rendir homenaje a los dioses y a los promotores del puente, como sucede en el puente de Alcántara. Este propósito cambió durante la Edad Media, asumiendo las torres una función defensiva.
No se ha podido datar el puente documentalmente. Sin embargo, algunas marcas de cantero en el puente coinciden con otras visibles en las iglesias del vecino Valle de Mena. Esto sitúa el origen del puente entre los siglos XII y XIII. Por otro lado, los arranques de las cepas parecen muy antiguos, más o menos de la época fundacional de la villa (1199). La torre de guardia se levantaría en la primera mitad del siglo XV y el gran arco central algo después.

## Descripción

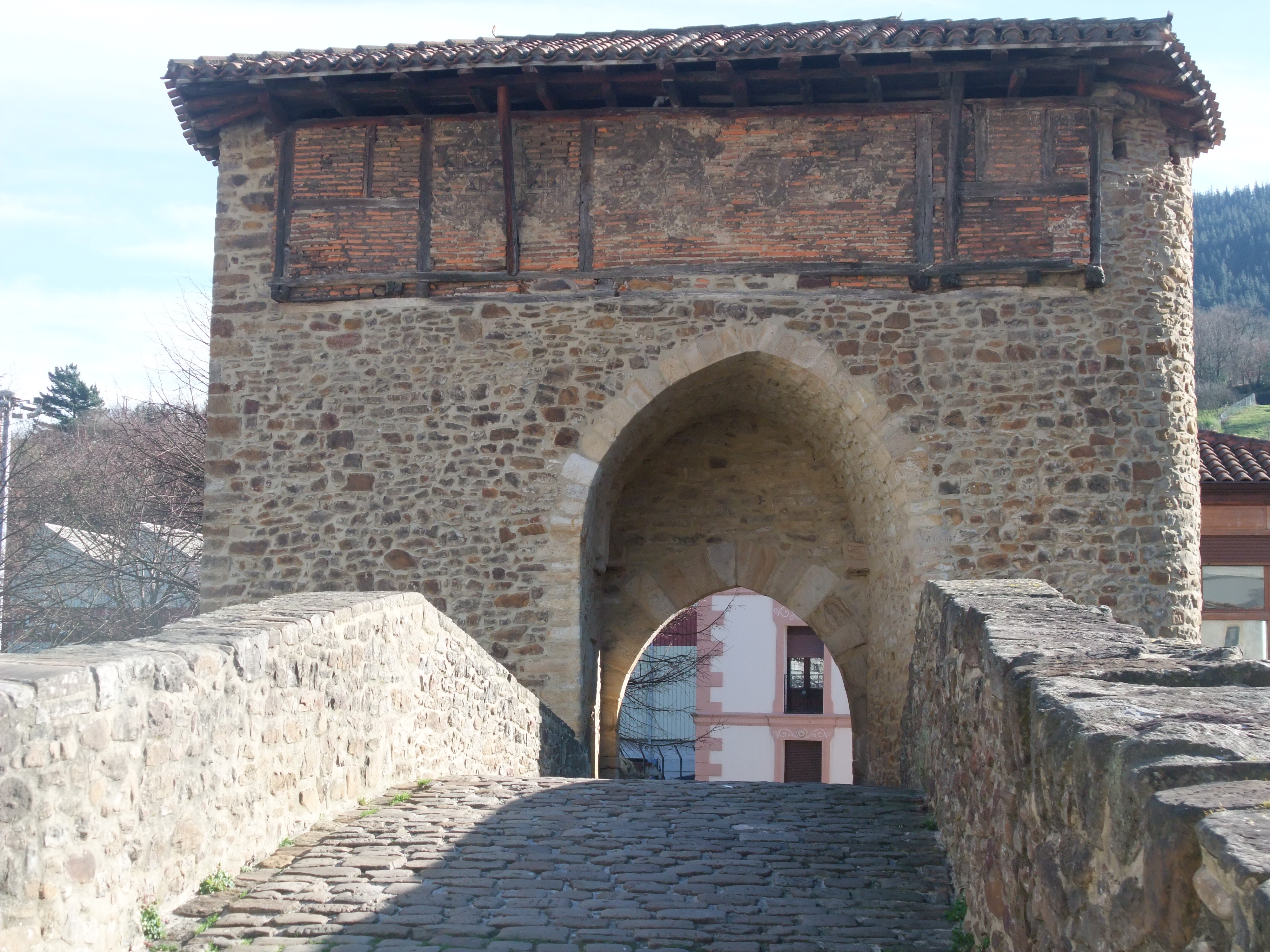
Detalle del castillete

El puente de La Muza presenta un perfil alomado, con tres arcos y un castillete levantado sobre la pila más próxima a la orilla derecha. Los tres arcos son de medio punto, pero el central es mucho más grande y elevado que los otros dos. El castillete se atraviesa por un paso en arco apuntado. Encima de este paso hay un cuarto de guardia, iluminado por ventanas pequeñas y accesible por una escalera.
Este puente dispone de un tajamar, que es agudo aguas arriba y se remata en espolón recto aguas abajo.
En el lado de la villa se encuentra un escudo pintado, rococó, sobre soporte de yeso. Se trata del blasón de Valmaseda.
Tiene pavimento adoquinado y sigue siendo transitable excepto para el tráfico rodado.